# Albertslund
 (octobre 2024).
Albertslund est une municipalité du département de Copenhague, dans l'est de l'île de Seeland au Danemark.

## Administration
La prison de Herstedvester est située dans la municipalité.

## Jumelage
- Sisimiut (Groenland)